# Hypochondroplasie
Die Hypochondroplasie (HCH) ist eine Form des disproportionierten Kleinwuchses. Sie wird durch eine Genveränderung verursacht, die das Wachstum der Röhrenknochen verlangsamt. Die Symptome ähneln denen der Achondroplasie, sind jedoch geringer ausgeprägt.

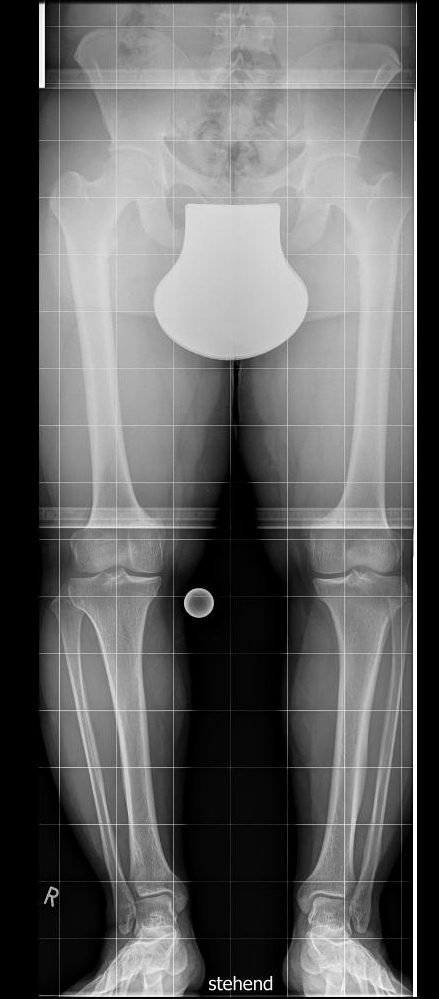
17-jährige Frau mit Hypochondroplasie, Röntgen-Stehaufnahme beider Beine

## Häufigkeit
Nach Schätzungen kommt Hypochondroplasie bei einem von 30.000 Neugeborenen vor. Damit zählt sie zu den seltenen Krankheiten. Die Häufigkeit lässt sich nicht klar bestimmen, da sich die Hypochondroplasie in schwächer ausgeprägten Fällen nur schwer vom konstitutionellen Kleinwuchs abgrenzen lässt.

## Symptome

### Allgemeine Symptome
Bei Menschen mit Hypochondroplasie sind die Arme und Beine im Verhältnis zum Rumpf verkürzt. Dies ist jedoch weitaus weniger auffällig als bei der Achondroplasie. Auch ansonsten ähneln die Symptome denen der Achondroplasie, sind aber milder ausgeprägt. Häufig besteht eine Hyperlordose und eine Beinfehlstellung (meist O-Beine). Die Hände sind meist breit mit kurzen Fingern. In vielen Fällen ist der Ellenbogen nicht ganz streckbar, wohingegen aber die Knie und Handgelenke überstreckt werden können. Bei Kindern in den ersten Lebensjahren besteht meist eine leichte Muskelhypotonie, die üblicherweise aber keine große Rolle für die motorische Entwicklung spielt.
Menschen mit Hypochondroplasie werden als Erwachsene etwa 130 bis 155 cm groß.

### Mögliche Komplikationen
Mitunter ist es nötig, die Beinfehlstellung durch eine Operation zu korrigieren. Bei Kindern mit Hypochondroplasie kommt es manchmal zu chronischen Mittelohrentzündungen infolge der verkleinerten Schädelbasis.
In seltenen Fällen ist das Hinterhauptsloch bei betroffenen Kleinkindern so stark verengt, dass es operativ erweitert werden muss, wenn der hierdurch entstehende Druck auf das Rückenmark neurologische Ausfälle und Apnoen verursacht. Ebenfalls selten ist eine im Erwachsenenalter auftretende Spinalkanalstenose aufgrund des verengten Rückenmarkkanals in Verbindung mit einer starken Lordose der Lendenwirbelsäule.

## Ursache
Bei knapp 70 % der Patienten, bei denen aufgrund der Symptomatik eine Hypochondroplasie diagnostiziert wird, können Punktmutationen auf dem FGFR3-Gen nachgewiesen werden. Da dies bei den übrigen Patienten nicht der Fall ist, wird angenommen, dass es noch eine weitere, sehr ähnliche Kleinwuchsform mit unbekannter Ursache gibt.
Das FGFR3-Gen liegt auf Chromosom 4, Genlocus 4p16.3. Es reguliert das Wachstum von Knorpelzellen. Veränderungen dieses Gens führen zu einer Hemmung der Knorpelentwicklung in den Wachstumsfugen, wodurch die Röhrenknochen, die hauptsächlich für das Längenwachstum verantwortlich sind, verlangsamt wachsen.
Die Hypochondroplasie wird autosomal-dominant vererbt, das heißt, sie kann nur von selbst Betroffenen weitervererbt werden. In allen anderen Fällen tritt die Mutation des FGFR3-Gens spontan bei der Entstehung des Embryos auf; der Kleinwuchs entsteht also unabhängig von der Größe der Eltern. Die häufigsten Punktmutationen sind C(1659)A und C(1659)G. Beide Mutationen führen beim FGFR3-Protein zu einem Aminosäureaustausch bei der Position 540 von Asparagin zu Lysin.

## Diagnose
Die Größe von Kindern mit Hypochondroplasie liegt zum Zeitpunkt der Geburt noch im Normbereich, und das Wachstum ist nur leicht disproportioniert, so dass der Kleinwuchs nicht auffällt. Erst nach und nach fallen betroffene Kinder im Wachstum hinter den Altersgenossen zurück; die Arme und Beine erscheinen im Verhältnis zum Rumpf verkürzt und das Gangbild wirkt ungewöhnlich. Daher wird die Diagnose in der Regel erst nach dem Laufenlernen, teils auch deutlich später gestellt.
Im Rahmen der Diagnostik werden meist zuerst andere Ursachen des Kleinwuchses durch Blutuntersuchungen ausgeschlossen, außerdem wird die linke Hand geröntgt, um das Knochenalter zu bestimmen. Die Diagnose Hypochondroplasie wird dann aufgrund des Wachstumsverlaufes und eventueller weiterer Röntgenaufnahmen der Beine und der Wirbelsäule gestellt; oft erfolgt auch eine Analyse des FGFR3-Gens.

## Differentialdiagnostik
Abzugrenzen sind milde Formen einer Mesomelen Dysplasie, Spondyloepimetaphysäre Dysplasie, Dyschondrosteose Léri Weill, Pseudohypoparathyreoidismus und Pseudopseudohypoparathyreoidismus sowie die Metaphysäre Chondrodysplasie Typ Schmid.

## Umgang mit der Behinderung

### Soziale Aspekte
Wie andere Kleinwüchsige auch, fallen Menschen mit Hypochondroplasie in der Öffentlichkeit als ungewöhnlich auf und werden häufig angestarrt oder von ihrem Gegenüber nicht als gleichwertige Interaktionspartner wahrgenommen. Oft sind kleinwüchsige Kinder Hänseleien und Mobbing ausgesetzt. Daher spielt der Umgang der Eltern mit der Behinderung ihres Kindes eine große Rolle, denn wenn sich das Kind in der Familie unabhängig von seiner Körpergröße akzeptiert fühlt, stärkt das sein Selbstwertgefühl und seine Fähigkeiten, sich gegen Hänseleien zu behaupten. Durch Überbehütung und Unterforderung hingegen kann das kindliche Selbstbewusstsein geschwächt werden.

Trotz dieser möglichen Probleme führen viele kleinwüchsige Menschen ein glückliches und zufriedenes Leben.

### Medizinische Behandlung

#### Beobachtung
Bei der Behandlung der Hypochondroplasie kommt es vor allem darauf an, mögliche Komplikationen wie beispielsweise eine Spinalkanalstenose frühzeitig zu erkennen. Betroffene Kinder sollten bei Routineuntersuchungen neurologisch untersucht werden, um eine Stauchung des Rückenmarks auszuschließen. Des Weiteren sollten die Eltern dieser Kinder nach Anzeichen für Atemstörungen im Schlaf befragt werden und die Entwicklung von Fehlstellungen der Beine sollten überprüft werden. Die Wachstumsentwicklung von Kindern und Jugendlichen mit Hypochondroplasie sollte anhand einer für Achondroplasie geeigneten Wachstumskurve überwacht werden.

#### Verlängerung
Eine orthopädische Verlängerung der Arme und Beine in der Kindheit oder Jugend ist möglich, aber sehr langwierig und oft mit starken Schmerzen verbunden. Im deutschsprachigen Raum werden Verlängerungen der Gliedmaßen eher selten vorgenommen.